# 斉藤隆三
斉藤 隆三（斎藤 隆三、さいとう りゅうぞう、1875年（明治8年）4月6日 - 1961年（昭和36年）4月7日）は、千葉県相馬郡守谷町（現:茨城県守谷市）出身の史学者・文学博士。

## 概要
明治期より昭和期にかけ風俗史、郷土史、美術史等の執筆を行っていた文学博士で、日本美術院の再興や発展、運営にも深く関わった。
1875年（明治8年）に千葉県相馬郡守谷町（現:茨城県守谷市）に出生。斉藤家は江戸時代の下総国関宿藩領のうち10ヶ村の惣名主を務めた家で、先祖に小林一茶に学んだ俳人斉藤徳左衛門（俳号「若雨」）、長兄に元衆議院議員の斉藤斐がいる。茨城県尋常中学校、旧制二高を経て東京帝国大学国史科卒業。大学在学中に郷里守谷の歴史をまとめた｢守谷志｣を刊行、1902年（明治35年）に大学卒業以後は、半世紀以上に渡り、美術史や国内の世相史を中心に執筆を行った。前述の守谷志をはじめ郷土史執筆や、1928年（昭和3年）ごろには｢守谷歴史絵葉書｣を作成し、守谷の文化財の保護に尽力している。

## 著書
- 『元禄世相志』博文館 1905年
- 『近世世相志』博文館 1909年
- 『新美術史』春陽堂 1917年
- 『中尊寺大観』精華社 1918年
- 『画題辞典』新古画粋社 1919年。国書刊行会 1977年
- 『美術行脚古社寺めぐり』博文館 1921年
- 『近世日本世相志 増補版』博文館 1925年
- 『古社寺をたづねて 趣味の旅』博文館 1926年
- 『江戸時代前半期の世相と衣裳風俗』大塚巧芸社 1933年
- 『江戸時代の風俗 岩波講座 日本歴史・近世』岩波書店 1934年
- 『近世時様風俗』三省堂 1935年
- 『江戸のすがた』雄山閣 1936年
- 『近世の飲食 食物講座』1937年
- 『赤穂義士の考察 精神講座』1937年
- JAPANESE COIFFURE 国際観光局 1939年
- 『近世世相史外観』創元社「創元選書」1940年
- 『大痴芋銭』創元社「創元選書」 1941年
- 『日本美術院史』創元社 1944年。中央公論美術出版 1974年
- 『芸苑今昔』創元社 1948年
- 『美術界今昔』創元社 1949年
- 『史郷守谷』守谷町 1955年、新版1990年
- 『芸苑雑筆』茨城文化社 1957年
- 『横山大観』中央公論美術出版 1958年
- 『岡倉天心』吉川弘文館「人物叢書」1960年、新版1986年
- 『自叙伝』1961年、非売品

共編著
- 『守谷志』守谷町 1900年
- 『三井家呉服事業史稿本』三井家、1908年-1916年
- 『三越沿革史稿本』三越、1920年-1922年
- 『中尊寺総鑑』柴田常恵共編 大塚巧芸社 1925年
- 『改訂増補 守谷志』1948年